# ロイヤル・アッシャー・ダイヤモンド
ロイヤル・アッシャー・ダイヤモンド（英称：ROYAL ASSCHER DIAMOND）は、オランダ・アムステルダムを本拠地とするダイヤモンドおよび宝飾品のブランドである。

## 概要
1854年にダイヤモンドのカッター職人であったジョセフ・アイザック・アッシャーがオランダのアムステルダムに創業した名門ダイヤモンド・ジュエラー。デビアス社サイトホルダーの最古参でもあり、創業当時よりアッシャー・ダイヤモンドとして名を馳せ数多くの偉業を成し遂げてきた。1902年、58面体のアッシャー・カットを開発。革新的な8角形のフォルムが人気を博し、模範的なスクエア・カットと称された。1903年、ダイヤモンド原石「エクセルシオール」のカットに成功。エクセルシオール原石は995ctあり、1903年当時に世界最大のダイヤモンドであったと言われている。 1908年には世界最大のダイヤモンド原石「カリナン」のカットに成功。カリナン原石は3,106ctもの大きさを有しており、現在も世界最大のカラット数を誇っている。そして1980年、オランダ王室から「ロイヤル」の称号を授かる。これを機に社名をロイヤル・アッシャーに改名。2011年、オランダ王室より「ロイヤル」の称号を再び授与され、ロイヤルの称号を持つ唯一無二のダイヤモンドジュエラーとして今現在も世界各国の王室からも賞賛を集め続けている。これはロイヤル・アッシャー社で大切に保管されている来賓名簿「ゴールデンブック」からも見て取ることができ、この歴史ある名簿には昭和天皇、エリザベス女王をはじめとする世界の王室、各国首脳の署名が記録されている。　

## 歴史
- 1854年 - 創業者であるジョセフ・アイザック・アッシャーが、オランダ・アムステルダムで「I.Jアッシャー・ダイヤモンド・カンパニー」を設立。社名の由来となった彼の息子アイザック・ジョセフはダイヤモンド業界に入り、その技術を2人の息子ジョセフとアブラハムに伝授した[1]。
- 1902年 - ジョセフ・アッシャーが革新的なスクエア・カットである「アッシャー・カット」を開発。58面体にもなる細かなカットと8角形のフォルムは多くの人々を魅了し、今では世界中の名門ジュエラーの間で流通しているカット技法となっ ている[1]。
- 1903年 - ジョセフとアブラハムの手により、当時世界最大の995カラットのダイヤモンド原石である「エクセルシオール」のカットが行われる。カットは成功し、エクセルシオールは13カラットから68カラットまで大きさの異なる10個のダイヤモンドに分けられた[1]。
- 1905年 - 南アフリカのカリナン鉱山にて、史上最大3106カラットのダイヤモンド原石である「カリナン」が発見される。
- 1907年 - カリナンが英国国王エドワード7世に献上される。その翌年、当時世界最高のダイヤモンド加工技師であると称されていたジョセフ・アッシャーがカリナンのカットを依頼される。試みは成功し、カリナンは9個の大きなダイヤモンドと96個の小さなダイヤモンドにカットされた[1]。
- 1980年 - 永年の功績と信頼に対して、アッシャー社はオランダのユリアナ女王より「ロイヤル」の称号を授与され、社名を現在の「ロイヤル・アッシャー・ダイヤモンド・カンパニー」と変更する。これによりアッシャー社はダイヤモンド業界においてロイヤルを授与された唯一無二のブランドとなった[5]。
- 2000年 - エドワード・アッシャーとジュープ・アッシャーにより「アッシャー・カット」が「ロイヤル・アッシャー・カット」としてリメイクされる。新たに16面を追加した合計74面のファセットは、皇室に献上されたカリナンIIを彷彿とさせるデザインとなっている[6]。
- 2011年 - オランダ王室により再びロイヤルの称号を与えられる[1]。
- 2014年 - 創業160周年を機に、日本国内およびアジアへのビジネス拡大を目的とした「株式会社ロイヤル・アッシャー・オブ・ジャパン」が日本に設立される[1]。
- 2015年 - エドワード・アッシャーと息子のマイク・アッシャーにより、伝統的なブリリアントカットの魅力を更に際立たせるものとして「ロイヤル・アッシャー・ブリリアントカット」の技法が開発された[1]。
- 2017年 – 11月に旗艦店であるロイヤル・アッシャー・ダイヤモンド銀座本店が開業[1]。
- 2018年 - 7月に直営店2号店として福岡市天神地区にロイヤル・アッシャー・ダイヤモンド福岡天神店がオープン[1]。

## ダイヤモンドの特徴
ロイヤル・アッシャー・ダイヤモンドが手掛けるダイヤモンドの特徴として、白くて明るい高貴な輝きが挙げられる。この至高の美しさはロイヤル・アッシャー・ダイヤモンドのコンセプトである、原石選び（ラフマテリアル）・輝き（ブリリアンス）・対称性（シンメトリー）・磨き（ポリッシュ）のバランスを追求することで生み出されている。美しく輝くダイヤモンドの絶対的条件に、良い原石を選ぶことを重要視しており、具体的には「八面体の形」「結晶に歪みがない」「透明度が高い」「グレー味・ブラウン味がない」「蛍光性が弱い」「超微細の内包物が含まれていない」ことを挙げている。なおロイヤル・アッシャー・ダイヤモンドのジュエリーには、美しさや着け心地といった品質基準を満たした証明として、社章であるクラウンマークが刻印されている。

## 代表的なデザイン
現在ロイヤル・アッシャー社が特許を取得している独自のカット技法とそれにより生み出されたデザインは4種類。 オリジナルのアッシャー・カットはジョセフ・アッシャーにより1902年に開発されたもので、現在のブリリアントカットの原型となったオールドヨーロピアンカットとは異なる、革新的な8角形のフォルムと58面のファセット、そこから放たれる上品で澄んだ輝きは世界中で愛されていた。

### ロイヤル・アッシャー・カット
原初のアッシャー・カットが開発されてから約100年後、エドワード・アッシャーとジョープ・アッシャーにより、更なる輝きを追求した結果生まれたカット技法である。58面に16面を追加した74面のフォルムは皇室に献上されたカリナンIIを彷彿とさせるデザインで、ラウンドカットならではの華やかな輝きとエメラルドカットの魅力である透明感のある光を兼ね備えた独特の美しさを持っている。

### ロイヤル・アッシャー・オーバル・カット
クラシカルな上品さが特徴であるオーバルシェイプをモダン的に洗練させるために開発されたカット技法。ダイヤモンドならではの虹色の輝きであるファイヤーを更に引き立たせるための緻密な計算と工夫のもと生み出されており、優美ながら鮮やかな煌めきを持った形に仕上がっている。

### ロイヤル・アッシャー・ブリリアント・カット
最もスタンダードなカットであるブリリアントカットをロイヤル・アッシャー流にアレンジしたもの。ダイヤモンドそのものの輝き、そして光が動くことで生まれる煌めきが元来のブリリアントカットよりもクリアで強くなっている点が特徴とされる。

### ロイヤル・アッシャー・クッション・カット
大きなカット面から放たれる虹色の光と丸みを帯びた角からヴィンテージ感を醸し出すクッションカットを現代風に仕上げたのがこのカットである。クッションカット本来の魅力を保ちながらもより輝きが高まるようなファセットが施されており、ヴィンテージとモダンを絶妙なバランスで両立させたものになっている。

## コレクション
- スターズ バイ ロイヤル・アッシャー - シリコンオイルで満たしたドームの中でダイヤモンドやカラーサファイヤがゆっくりとスイングし、美しい輝きを放つ幻想的なコレクション。アムステルダムの夜空がテーマになっている。 2009年に開発されたフローティングダイヤモンド技術が採用されている[8][9]。
- ヨーロピアン・アーキテクチャー・コレクション - ヨーロッパの伝統的な建造物に施された意匠や文様からインスピレーションを得て誕生。洗練されたデザインによりダイヤモンドの白く上品な輝きが際立っている[10][11]。
- フロリアード コレクション - 花の国オランダが象徴されている。オランダの国花であるチューリップをモチーフにしたシリーズが登場している[12]。
- ロイヤル・アッシャー・ディーエヌエー・コレクション - ティアラや王冠のような威厳のある魅力からインスピレーションを得て誕生。ロイヤル・アッシャーブランドの起源を示すようなデザインに仕上がっている[13]。
- カリナン・ナインシェイプ コレクション - 大小異なる9つのパーツが均等に配置されたジュエリー。カリナン原石からカットされた9石の大粒ダイヤモンドがモチーフになっている[14]。